# Kandavusolfjäderstjärt

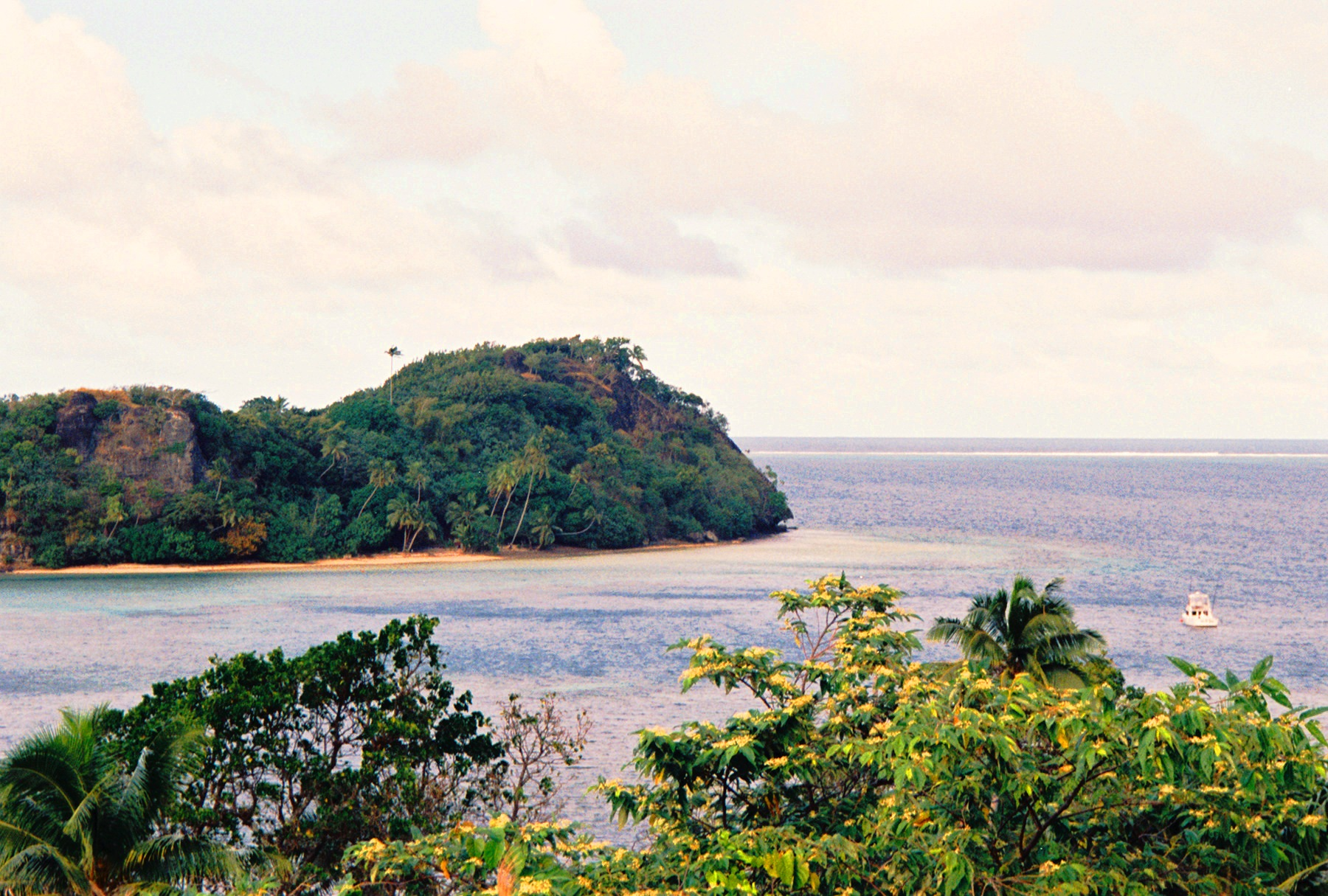
Fågeln förekommer endast på ön Kandavu, där regnskogen är förhållandevis välbevarad ända fram till havet.

Kandavusolfjäderstjärt (Rhipidura personata) är en fågel i familjen solfjäderstjärtar inom ordningen tättingar.

## Utseende och läten
Kandavusolfjäderstjärten är en 15 cm lång typisk medlem av familjen, med tydliga teckningar i ansiktet och på bröstet. Mörkbrunt på huvud, hals och kinder kontrasterar tydligt med två skilda ögonteckningar och vit strupe. Den senare är kantad av ett svart band som separerar strupen från resten av den mer gräddfärgade undersidan. den är mörkbrun på rygg och vingar, medan den långa stjärten är svart med vit spets.

## Utbredning och status
Den förekommer endast i täta snår i strandområden på ön Kandavu i sydvästra Fiji. IUCN kategoriserar arten som nära hotad.